# کم (آلبوم دیوید بویی)
کم (انگلیسی: Low) یازدهمین آلبوم استودیویی موسیقی‌دان انگلستانی دیوید بویی است که در ۱۴ ژانویهٔ ۱۹۷۷ توسط آرسی‌ای رکوردز منتشر شد. بویی در سال ۱۹۷۶ بعد از سال‌ها اعتیاد به مواد مخدر در زمان زندگی در لس آنجلس به همراه دوستش ایگی پاپ برای هوشیار شدن به فرانسه نقل مکان کرد. او آن‌جا اولین آلبوم استودیویی پاپ به نام ابله را تهیه و نوشت که شامل آوایی می‌شود که بویی در آلبوم بعدی خود تجربه‌اش می‌کند. بعد از اتمام کار بر روی ابله، بویی شروع به ضبط اولین همکاری از سه همکاری خود با تهیه‌کنندهٔ آمریکایی تونی ویسکانتی و موسیقی‌دان بریتانیایی برایان اینو کرد که با نام سه‌گانهٔ برلین شناخته شد. جلسات ضبط در سپتامبر ۱۹۷۶ در شاتو دی‌ایرویل آغاز شد و در اکتبر در استودیوی هانزا در برلین غربی که بویی و پاپ آن‌جا نقل مکان کرده بودند، به پایان رسید.
کم بر پایهٔ آرت راک و راک تجربی و با الهام از بندهای آلمانی مانند تنجرین دریم و کرافت‌ورک ساخته شد و شامل اولین تجربهٔ بویی در موسیقی الکترونیک و امبینت است. سمت اول آلبوم عمدتاً شامل قطعات کوتاه و آوانت-پاپ است و اشعارش عمدتاً آرام هستند و ذهنیت بویی را منعکس می‌کند. سمت دو شامل ترانه‌های طولانی‌تر و عمدتاً قطعات سازی است که مشاهدات موسیقایی برلین را منتقل می‌کند. جلد هنری آلبوم رخ‌نمایی از بویی در فیلم مردی که به زمین سقوط کرد (۱۹۷۶) است که به‌عنوان یک جناس بصری به معنای «ناشناخته» مد نظر قرار گرفته‌است.
آرسی‌ای به مدت سه ماه از انتشار کم خودداری کرد چون نگران بود که این آلبوم یک شکست تجاری باشد. این آلبوم بعد از انتشار نظرات متفاوتی از سوی منتقدان دریافت کرد و از طرف آرسی‌ای و بویی که در حال برگزاری تور به‌عنوان نوازندهٔ پاپ بود، با تبلیغ کمی همراه شد. این آلبوم به رتبهٔ دوم جدول آلبوم‌های بریتانیا و رتبه یازدهم در جدول نوار و ال‌پی‌های برتر بیلبورد در ایالات متحده رسید. دو تک‌آهنگ از آلبوم منتشر شد: «صدا و چشم‌انداز» که در رتبه سوم جدول تک‌آهنگ‌های بریتانیا قرار گرفت و «همسرم باش». این موفقیت آرسی‌ای را وادار کرد تا آلبوم ابله را در مارس ۱۹۷۷ منتشر کند. بویی در اوایل ۱۹۷۷ آلبوم بعدی پاپ به نام شور زندگی را تهیه و سپس آلبوم «قهرمانان» را ضبط کرد که رویکرد موسیقایی کم را گسترش می‌داد و شامل ترکیبی مشابه از ترانه‌ها و سازهای این آلبوم بود.
در دهه‌های بعد، منتقدان کم را یکی از بهترین آثار بویی ارزیابی کرده‌اند و نامش در چندین فهرست از بهترین آلبوم‌های تمام دوران قرار گرفته‌است. این اثر بر گروه‌های موسیقی پست-پانک متعددی مانند جوی دیویژن تأثیرپذیر بود و آوای درام آن به‌طور گسترده تقلید شده‌است. کم پیشرو در توسعهٔ ژانر پست-راک در دههٔ ۱۹۹۰ بود. این آلبوم چندین بار منتشر شده و در سال ۲۰۱۷ به عنوان بخشی از مجموعه جعبه‌ای یک حرفهٔ جدید در یک شهر جدید (۱۹۷۷–۱۹۸۲) بازآفرینی شد.